# Катая, Эркки
Эркки Олави Катая (фин. Erkki Olavi Kataja; 19 июня 1924 — 27 апреля 1968) — финский легкоатлет, призёр Олимпийских игр.
Эркки Катая родился в 1924 году в Куусанкоски. В 1948 году на Олимпийских играх в Лондоне стал обладателем серебряной медали в прыжках с шестом. В 1952 году принял участие в Олимпийских играх в Хельсинки, но там стал лишь 10-м.